# Geló I
Geló I (en grec antic: Γέλων, llatí: Gelon), fill de Dinòmenes, fou tirà de Gela i després de Siracusa durant el segle v aC. Era descendent d'una de les principals famílies de Gela, i els seus ancestres estaven entre els fundadors de la ciutat i exercien un càrrec sacerdotal hereditari.

## Joventut
Segons Heròdot, els ancestres de Geló provenien de l'illa grega de Telos. Els seus germans eren Hieró I, Trasibul i Polizel. De jove apareix com un dels guàrdies del tirà Hipòcrates de Gela i es va destacar en algunes guerres del seu cap, per la qual cosa va ser nomenat comandant de la cavalleria, destacant pel seu valor i coratge.

## Arribada al poder
A la mort d'Hipòcrates durant una batalla contra un dels pobles nadius de l'illa, els sículs, el poble de Gela es va revoltar contra els fills del tirà. Geló es va posar inicialment al costat dels joves prínceps i va derrotar els rebels, però aprofitant les circumstàncies va conservar el poder per a si mateix (491 aC). En aquell moment els seus territoris comprenien Gela, Naxos, Zancle i Camarina.

## Tirà de Siracusa
Durant un temps va romandre tranquil al poder. El 486 aC el partit oligàrquic de Siracusa (els geòmors, descendents dels colons originals) va ser expulsat de la ciutat per una revolta popular i els geòmors es van refugiar a Càsmena, ciutat depenent de Siracusa. Geló va abraçar el partit dels exiliats i conjuntament amb ells es va acostar a Siracusa, on el partit popular li va obrir les portes i se li va sotmetre. Geló va restablir el govern dels geòmors, si bé ell era l'autèntic governant i així aviat fou reconegut com a tirà de Siracusa (485 aC).
Siracusa no es va sotmetre a Gela sinó que Geló va establir la seva capital a Siracusa i hi va dedicar les seves energies, deixant Gela sota el control del seu germà Hieró. Camarina, que havia estat reconstruïda per Hipòcrates, fou destruïda per poder enviar als seus habitants cap a Siracusa, on també va traslladar a la meitat dels habitants de Gela, i tots ells van rebre la ciutadania siracusana.
Després va conquerir i ocupar la ciutat de Mègara Hiblea el 483 aC i la ciutat d'Eubea, traslladant tots els ciutadans importants d'aquestes ciutats a Siracusa mentre les classes populars van ser venudes com a esclaus. Així Siracusa va esdevenir la primera ciutat de Sicília, que abans era Gela. La ciutat es va engrandir cap a Acradina (anomenada ciutat exterior) mentre Ortígia era anomenada ciutat interior o l'illa, i va assolir una gran preponderància i riquesa.
Geló també es va dedicar a reunir un gran exèrcit mercenari, principalment amb guerrers sículs i grecs, arribant a sumar 10.000 homes.
En qüestions polítiques, es va aliar amb Teró d'Acragant, casant-se amb la filla d'aquest, Demareta.
Vers el 481 aC Atenes i Esparta van demanar el seu ajut contra els perses, i els va oferir enviar a Grècia dos-cents trirrems i 28.000 homes però amb la condició d'assolir ell mateix el comandament de les forces aliades o almenys de la seva flota, condició que no es va acceptar. Els esdeveniments posteriors no són ben coneguts: segons Heròdot va consultar a l'oracle de Delfos que va predir la derrota dels grecs i va enviar un missatger (Cadme de Cos) al rei de Pèrsia per oferir la seva submissió en cas de victòria persa; però el mateix Heròdot en un altre lloc diu que estava preparant l'enviament de tropes quan una invasió cartaginesa el va aturar a Sicília, suposadament en aliança amb Xerxes I de Pèrsia.

## Batalla d'Hímera
Els cartaginesos arribaren a l'illa de Sicília cridats pel tirà Teril·le d'Hímera, que havia estat expulsat de la seva ciutat per Teró d'Acragant. Suposadament el general cartaginès Hamílcar va desembarcar a Panorm amb un gran exèrcit (segons alguns historiadors 300.000 homes, xifra sens dubte exagerada) i va assetjar Hímera, ben defensada per Teró.
Geló va anar a Hímera amb una força de cinquanta mil homes i cinc mil cavallers i va derrotar totalment als cartaginesos que van perdre la meitat dels seus homes, mentre l'altra meitat van ser fets presoners. Hamílcar va estar entre els morts i els pocs vaixells que van poder escapar foren destruïts per una tempestat. Heròdot diu que la batalla es va lliurar el mateix dia que la batalla de Salamina i Diodor de Sicília diu que el mateix dia que la batalla de les Termòpiles, si bé ambdues coses són sospitoses; la batalla en tot cas s'hauria lliurat a la tardor del 480 aC.
Aviat es va signar un tractat de pau amb Cartago que va haver de pagar les despeses de la guerra. Geló va invertir les quantitats rebudes i el botí de guerra i la va usar per la construcció d'esplèndids temples a Siracusa i va fer ofrenes a Delfos i altres santuaris grecs. Se sentia segur del seu poder i va fer una pantomima de renúncia del poder a favor del poble que lògicament va ser rebutjada i fou aclamat com a líder.

## Mort i successió
No va viure molt de temps, ja que va morir d'hidropesia el 478 aC. Encara que va deixar un fill, va nomenar successor al seu germà Hieró I. Els siracusans li van erigir un esplèndid mausoleu per subscripció pública i li foren decretats honors d'heroi.

## Contribució a la història de Sicília
La principal contribució de Geló en la història de l'illa de Sicília fou sens dubte la fundació de Siracusa com la capital dels seus territoris, convertint-la en la ciutat més important de la part occidental, en part gràcies a la seva magnífica localització. Siracusa es trobava en una illa connectada a la resta de l'illa per una península construïda durant el segle vi aC. La ciutat estava orientada cap a Grècia i disposava del seu propi port.
Geló va fer aixecar un mur que corria des del fort d'Acradina fins al mar, fent la ciutat pràcticament inexpugnable. El fet d'obligar els aristòcrates d'altres ciutats conquerides a establir-se a Siracusa, quelcom mai fet abans a Sicília, va donar molta empenta a la ciutat. També va aixecar un teatre i un temple i la seva influència perduraria durant moltes dècades.
La segona gran contribució de Geló va ser la seva victòria sobre els cartaginesos a la Batalla d'Hímera. D'haver perdut, és fàcil suposar que els cartaginesos haurien conquerit tota l'illa de Sicília i si realment existia un acord entre els púnics i els perses, com sostenen alguns historiadors, la Grècia continental s'hauria vist atacada des de dos fronts.
Malgrat el maltractament dels pobles conquerits, deportacions i esclavatge que Geló va dur a terme, va gaudir d'una bona reputació com a valent soldat i rei generós, com sembla demostrar la tomba i l'estàtua que el poble li va erigir amb fons públics.